# Éditorial
Un éditorial (parfois abrégé en édito) est un genre journalistique qui donne à savoir la position ou le point de vue de l'éditeur ou de la rédaction d'un média sur un thème d'actualité. Il peut aussi servir à mettre en valeur un dossier publié dans le journal.
Originellement cantonné aux premières pages des journaux de presse écrite, l'éditorial se retrouve aussi dans des émissions de radio et de télévision, sur des sites web d'information et sur des supports multimédias. Il est généralement signé par le rédacteur en chef du journal mais peut aussi être confié à un représentant privilégié de la rédaction, appelé éditorialiste. Par extension, le terme peut désigner un article introductif qui résume et présente dans ses premières pages le contenu d'un journal ou d'un magazine, souvent de la main d'un rédacteur en chef, y compris et particulièrement lorsque le ton n'en est pas politique, polémique ou très idéologique.

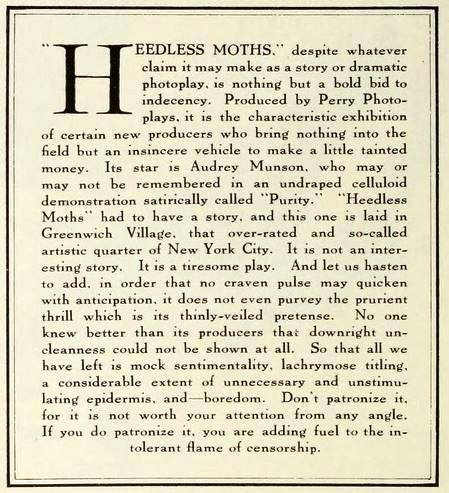
Exemple d'édito de 1921 de Photoplay.

Pour les publications qui font preuve d'objectivité ou de neutralité dans leurs articles, l'éditorial constitue un espace de liberté où s'exprime un certain point de vue. Il ne faut cependant pas confondre l'éditorial avec les billets et les articles dits « de commentaire » ou « d'humeur », destinés à faire connaître les positions personnelles de son auteur, qu'il soit rédacteur en chef, grand reporter ou chroniqueur. Ainsi, dans un éditorial, l'auteur s'exprime rarement à la première personne alors qu'il peut le faire dans un texte d'humeur ou d'opinion.
À l'origine de l'éditorial, le "premier-Paris" : article placé en tête dans un journal parisien. On appelle Premier-Paris la tartine qui doit se trouver en tête d'une feuille publique, tous les jours, et sans laquelle il paraît que, faute de cette nourriture, l'intelligence des abonnés maigrirait (Balzac, Œuvres div., t. 3, 1843, p. 558). Dans le même journal où le moraliste du « Premier Paris » nous dit d'un événement, d'un chef-d'œuvre, à plus forte raison d'une chanteuse qui eut « son heure de célébrité » : « Qui se souviendra de tout cela dans dix ans ? » (Proust, J. filles en fleurs, 1918, p. 477).